# Кућа из снова
Кућа из снова (енгл. Dream House) амерички је психолошки трилер филм из 2011. године, у режији Џима Шеридана, по сценарију Дејвида Луке. Главне улоге глуме: Данијел Крејг, Наоми Вотс, Рејчел Вајс, Мартон Чокаш, Елајас Котеас и Џејн Александер. Приказан је 30. септембра 2011. године у САД, односно 8. децембра у Србији. Добио је помешане рецензије критичара.

## Радња
Неки кажу да све куће имају успомене. За једног човека, његова кућа је место за које би и убио само да је заборави. Данијел Крејг, Рејчел Вајс и Наоми Вотс тумаче главне улоге у овом напетом трилеру о породици која се усељава у једну кућу не знајући да је у њој почињено неколико језивих убистава. Убрзо ће открити да су они следећа мета.

## Улоге
| Глумац          | Улога         |
| --------------- | ------------- |
| Данијел Крејг   | Вил Атентон   |
| Наоми Вотс      | Ен Патерсон   |
| Рејчел Вајс     | Либи Атентон  |
| Клер Гир        | Ди Ди Атентон |
| Тејлор Гир      | Триш Атентон  |
| Мартон Чокаш    | Џек Патерсон  |
| Рејчел Фокс     | Клои Патерсон |
| Елајас Котеас   | Бојс          |
| Џејн Александер | др Фран Грили |
| Брајан Мари     | др Медлин     |